# Wurmbea
Wurmbea is een geslacht van vaste planten uit de herfsttijloosfamilie (Colchicaceae). De soorten komen voor in tropisch en zuidelijk Afrika, Australië en Nieuw-Zeeland.

## Soorten
- Wurmbea angustifolia B.Nord.
- Wurmbea australis (R.J.Bates) R.J.Bates
- Wurmbea biglandulosa (R.Br.) T.D.Macfarl.
- Wurmbea burrowsii Oosth. & K.Balkwill
- Wurmbea burttii B.Nord.
- Wurmbea calcicola T.D.Macfarl.
- Wurmbea capensis Thunb.
- Wurmbea centralis T.D.Macfarl.
- Wurmbea cernua T.D.Macfarl.
- Wurmbea citrina (R.J.Bates) R.J.Bates
- Wurmbea compacta B.Nord.
- Wurmbea decumbens R.J.Bates
- Wurmbea densiflora (Benth.) T.D.Macfarl.
- Wurmbea deserticola T.D.Macfarl.
- Wurmbea dilatata T.D.Macfarl.
- Wurmbea dioica (R.Br.) F.Muell.
- Wurmbea dolichantha B.Nord.
- Wurmbea drummondii Benth.
- Wurmbea elatior B.Nord.
- Wurmbea elongata B.Nord.
- Wurmbea flavanthera T.D.Macfarl., A.P.Br. & C.J.French
- Wurmbea fluviatilis T.D.Macfarl. & A.L.Case
- Wurmbea glassii (C.H.Wright) J.C.Manning & Vinn.
- Wurmbea graniticola T.D.Macfarl.
- Wurmbea hiemalis B.Nord.
- Wurmbea inflata T.D.Macfarl. & A.L.Case
- Wurmbea inframediana T.D.Macfarl.
- Wurmbea inusta (Baker) B.Nord.
- Wurmbea kraussii Baker
- Wurmbea latifolia T.D.Macfarl.
- Wurmbea marginata (Desr.) B.Nord.
- Wurmbea minima B.Nord.
- Wurmbea monantha (Endl.) T.D.Macfarl.
- Wurmbea monopetala (L.f.) B.Nord.
- Wurmbea murchisoniana T.D.Macfarl.
- Wurmbea nilpinna R.J.Bates
- Wurmbea novae-zelandiae (Hook.f. ex Kirk) Lekhak, Survesw. & S.R.Yadav
- Wurmbea odorata T.D.Macfarl.
- Wurmbea punctata (L.) J.C.Manning & Vinn.
- Wurmbea pusilla E.Phillips
- Wurmbea pygmaea (Endl.) Benth.
- Wurmbea recurva B.Nord.
- Wurmbea robusta B.Nord.
- Wurmbea saccata T.D.Macfarl. & S.J.van Leeuwen
- Wurmbea sinora T.D.Macfarl.
- Wurmbea spicata (Burm.f.) T.Durand & Schinz
- Wurmbea stellata R.J.Bates
- Wurmbea stricta (Burm.f.) J.C.Manning & Vinn.
- Wurmbea tenella (Endl.) Benth.
- Wurmbea tenuis (Hook.f.) Baker
- Wurmbea tubulosa Benth.
- Wurmbea uniflora (R.Br.) T.D.Macfarl.
- Wurmbea variabilis B.Nord.
- Wurmbea viridiflora Oosth. & K.Balkwill